# Tozzi (album)
Tozzi è il quinto album del cantautore torinese Umberto Tozzi, pubblicato nel 1980 dalla CGD. Da esso venne estratto il singolo Stella stai/Gabbie. È conosciuto anche come Poste 80 perché la copertina riproduce un francobollo con la foto di Tozzi abbigliato in stile country-rock con il timbro omonimo, per l'appunto.

## Il disco
Con questo lavoro a forte impronta rock, il cantante continua la collaborazione con Greg Mathieson (arrangiatore di Gloria).Si tratta di un album molto americano e internazionale nella sua concezione, con musiche all'avanguardia come sempre. Lo staff dei musicisti è in parte uguale a quello di Gloria.
Tozzi chiude anche il ciclo delle "canzoni per l'estate", aprendone un altro, più introspettivo e con ambizioni cantautorali; Tozzi vuole dimostrare al pubblico di saper fare anche musica d'autore di qualità e non soltanto "da Festivalbar". I testi hanno una cura particolare in questo senso, anche se non mancano i soliti brani estivi, che efficacemente si sposano con parole e temi più impegnati, senza appesantire la musicalità e la metrica, che rimane la più internazionale possibile, pensata su misura per un rock anglosassone ed esportabile.
L'hit di lancio è Stella stai che partecipa al Festivalbar '80; fra le altre canzoni del 33 giri vi sono Gabbie, dedicato al mondo carcerario, con la chitarra di Lee Ritenour; A cosa servono le mani, con Giancarlo Bigazzi; Calma, dal taglio rock, Dimmi di no (un'altra grande hit), Nemico alcool che tratta del rapporto controverso con il vizio del bere e l'autobiografica Luci e ombre, testimonianza di un incidente stradale che Tozzi ebbe in Toscana. 
A questo disco seguì un tour che venne poi ripreso e registrato nel live In concerto nello stesso anno.

## Videoclip
1. Stella stai

## Tracce
Lato A
1. Stella stai – 4:18
2. A cosa servono le mani – 5:41
3. Calma – 4:52
4. Fermati allo stop – 5:00

Lato B
1. Dimmi di no – 5:15
2. Gabbie – 6:05
3. Nemico alcool – 4:31
4. Luci ed ombre – 4:48

## Formazione
- Umberto Tozzi – voce, cori, chitarra, percussioni
- Geoff Bastow – tastiera, programmazione
- Les Hurdle – basso
- Mats Bjorklund – chitarra ritmica, chitarra acustica
- Barry Morgan – batteria, percussioni
- Lee Ritenour – chitarra ritmica
- Euro Cristiani – percussioni, cori
- Greg Mathieson – sequencer, pianoforte, tastiera